# Wojciech Wojdak
Wojciech Wojdak (Brzesko, 13 marzo 1996) è un ex nuotatore polacco.

## Carriera
Specializzato nello stile libero, ha conquistato la medaglia d'argento sulla distanza degli 800m ai mondiali di Budapest 2017.

## Palmarès

### Competizioni internazionali
| Anno | Manifestazione          | Sede      | Evento    | Risultato | Prestazione | Note             |
| ---- | ----------------------- | --------- | --------- | --------- | ----------- | ---------------- |
| 2013 | Europei giovanili       | Poznań    | 800 m sl  | Bronzo    | 8'01"28     |                  |
| 2014 | Europei giovanili       | Dordrecht | 400 m sl  | Oro       | 3'49"21     |                  |
| 2014 | Europei giovanili       | Dordrecht | 800 m sl  | Argento   | 7'57"48     |                  |
| 2016 | Mondiali in vasca corta | Windsor   | 1500 m sl | Bronzo    | 14'25"37    |                  |
| 2017 | Mondiali                | Budapest  | 800 m sl  | Argento   | 7'41"73     | Record nazionale |